# Tampouya
Ne doit pas être confondu avec Tampouy.
Tampouya est une localité située dans le département de Tougo de la province du Zondoma dans la région Nord au Burkina Faso.

## Géographie
Tampouya est situé à environ 18 km au sud-ouest du centre de Tougo, le chef-lieu du département, à 5 km à l'ouest de Ridimbo et à 12 km au sud-est Gourcy et de la route nationale 2.

## Santé et éducation
Le centre de soins le plus proche de Tampouya est le centre de santé et de promotion sociale (CSPS) de Ridimbo tandis que le centre médical avec antenne chirurgicale (CMA) de la province se trouve à Gourcy.